# Iraška vojna
Iraška vojna (poimenovana tudi druga perzijska zalivska vojna, okupacija Iraka ali operacija Iraška svoboda) je bil vojaški spopad med mednarodno koalicijo sil in uporniškimi skupinami v Iraku.
20. marca 2003 so Združene države Amerike in Združeno kraljestvo brez predhodne odobritve napada Varnostnega sveta Združenih narodov s svojimi silami izvedle invazijo na Irak, ki ga je vodil diktator Sadam Husein. Kot povod za napad so navajale, da režim iraškega voditelja z orožjem za množično uničevanje svetu pomeni nedopustno grožnjo. Vojni so nasprotovale Francija, Nemčija in Rusija, ter večina arabskih držav, z Vilensko izjavo pa so jo posredno podprle nekatere države Vzhodne in Srednje Evrope, med njimi Slovenija.
Koalicijska vojska, sestavljena iz ameriških, britanskih in avstralskih čet je v dveh tednih zasedla vsa večja mesta v Iraku vključno z Bagdadom, ki so ga koalicijske sile zavzele 9. aprila. 1. maja je ameriški predsednik George W. Bush razglasil konec bojnih operacij v Iraku, začelo pa se je novo povojno obdobje - obnova Iraka. 13. decembra 2003 so Huseina v vojaški operaciji ameriških vojakov prijeli v bližini njegovega rojstnega kraja ob mestu Tikrit, severno od iraške prestolnice. Spornega orožja za množično uničevanje, ki naj bi bilo povod za vojno, nikoli niso odkrili.
Spopadi so se kljub koncu večjih bojnih operacij nadaljevali, saj se je oblikovalo več oboroženih skupin, ki so nasprotovale okupaciji in novonastavljeni iraški vladi. Ameriška vojska se je umaknila iz države 18. decembra 2011, pri čemer pa so ameriška diplomatska predstavništva v Iraku obdržala več kot 20.000 članov osebja, kar vključuje oborožene sile Korpusa mornariške pehote, ostalo pa je tudi 4000–5000 pripadnikov zasebnih pogodbenih sil. Državljanski konflikti so se po umiku nadaljevali in prispevali k destabilizaciji regije. Ameriška vojska se je uradno vrnila leta 2014 pod poveljstvom predsednika Baracka Obame v sklopu operacije proti Islamski državi, ki se nadaljuje vse do danes.